# Vittore Carpaccio
Vittore Carpaccio (ur. ok. 1465, zm. 1526) – włoski malarz, jeden z głównych mistrzów szkoły weneckiej.
Malował obrazy religijne, w które wplatał sceny z życia codziennego piętnastowiecznej Wenecji i współczesne mu wnętrza (9 obrazów o św. Urszuli, cykle z życia św. Hieronima, św. Jerzego i św. Szczepana, Pożegnanie posłów); tworzył obrazy ołtarzowe, współpracował z G. Bellinim przy dekoracji Pałacu Dożów; wyjątek stanowi niezwykły obraz o tematyce świeckiej Dwie Wenecjanki na balkonie; znakomicie operował światłem, stosował oryginalną paletę żywych barw; jego dzieła mają charakter narracyjny.
Główne cechy dojrzałego stylu Carpaccio to: ciemne tło, intensywny koloryt, kontrastowy światłocień, śmiałe skróty perspektywiczne i dynamiczna kompozycja potęgująca napięcie dramatyczne i siłę wyrazu. W ostatniej fazie twórczości uspokoił kompozycję i malował niemal monochromatyczne obrazy o pogłębionej psychice postaci (Ścięcie św. Jana Chrzciciela 1508, Wskrzeszenie Łazarza 1509).

## Ciekawostka
W roku 1950 Giuseppe Cipriani podczas wielkiej wystawy dzieł mistrza Carpaccio w Wenecji, nazwał na jego cześć stworzone przez siebie nowe danie kuchni włoskiej carpaccio, również dlatego że przypominało mu ono kolorystycznie obrazy mistrza.

## Dzieła Carpaccio
| ilustracja | nr | tytuł                                               | czas powstania | technika i wymiary                      | miejsce przechowywania                         |
|            | *  | Portret mężczyzny w czerwonym berecie.              | 1490–1493      | tempera na płótnie, 35 x 23 cm          | Museo Correr, Wenecja                          |
|            | *  | Weneckie damy lub Kurtyzany                         | 1490–1495      | olej na desce, 94 x 64 cm               | Museo Correr, Wenecja                          |
|            | *  | Sen świętej Urszuli                                 | 1495           | tempera na płótnie, 274 x 267 cm        | Gallerie dell’Accademia, Wenecja               |
|            | *  | Portret kobiety                                     | 1495–1498      | olej na płótnie, 29 x 24                | Galeria Borghese, Rzym                         |
|            | *  | Przyjęcie ambasadorów                               | 1495–1500      | tempera na płótnie, 275 x 589 cm        | Gallerie dell’Accademia, Wenecja               |
|            | *  | Cud Krzyża Świętego na moście Rialto                | 1496           | tempera na płótnie, 365 x 389 cm        | Gallerie dell’Accademia, Wenecja               |
|            | *  | Ucieczka do Egiptu                                  | 1500           | olej na płótnie, 73 x 111 cm            | National Gallery of Art, Waszyngton            |
|            | *  | Święta Katarzyna Aleksandryjska i święta Weneranda. | 1500           | olej na płótnie                         | Museo di Castelvecchio, Wenecja                |
|            | *  | Chrystus na Górze Oliwnej                           | 1502           | olej na płótnie, 141 x 107 cm           | Scuola di San Giorgio degli Schiavoni, Wenecja |
|            | *  | Cykl obrazów w San Giorgio degli Schiavoni          | 1502–1507      |                                         |                                                |
|            | ** | Wizja św. Augustyna                                 | 1502           | olej na płótnie, 141 x 210 cm           | Scuola San Giorgio degli Schiavoni             |
|            | ** | Święty Jerzy ze smokiem                             | 1502           | olej na płótnie, 141 x 136 cm           | Scuola San Giorgio degli Schiavoni             |
|            | ** | Triumf św. Jerzego                                  | 1502           | olej na płótnie, 141 x 360 cm,          | Scuola di San Giorgio degli Schiavoni, Wenecja |
|            | *  | Cykl obrazów z historii świętej Marii               | 1504–1508      |                                         |                                                |
|            | ** | Narodziny Marii                                     |                | olej na płótnie, 126 x 128 cm           | Accademia Carrara, Bergamo                     |
|            | ** | Ofiarowanie Marii w świątyni                        |                | olej na płótnie, 130 x 137 cm           | Pinakoteka Brera, Mediolan                     |
|            | ** | Ślub Marii i Józefa                                 |                | olej na płótnie, 130 x 140 cm           | Pinakoteka Brera, Mediolan                     |
|            | *  | Święta Rodzina z fundatorami.                       | 1505           | tempera na płótnie, 90 x 136 cm         | Museu Calouste Gulbenkian, Lizbona             |
|            | *  | Dziewica pogrążona w lekturze.                      | 1505–1510      | tempera na płótnie, 78 x 51 cm          | National Gallery of Art, Waszyngton            |
|            | *  | Madonna z błogosławiącym Dzieciątkiem.              | 1505–1510      | tempera na płótnie, 85 x 68 cm          | National Gallery of Art, Waszyngton            |
|            | *  | Rozmowa świętych                                    | ok. 1505       | tempera na płótnie, 92 x 126 cm         | Musée du Petit Palais, Awinion                 |
|            | *  | Święci Tomasz, Marek i Ludwik z Tuluzy.             | 1507           | tempera na płótnie, 264 x 171 cm        | Staatsgalerie, Stuttgart                       |
|            | *  | Ofiarowanie Jezusa w świątyni                       | 1510           | tempera na panelu, 421 x 236 cm         | Gallerie dell’Accademia, Wenecja               |
|            | *  | Rozpamiętywanie Męki Pańskiej                       | 1510           | olej i tempera na desce, 70,5 x 86,7 cm | Metropolitan Museum of Art, Nowy Jork          |
|            | *  | Młody rycerz na tle pejzażu                         | 1510           | tempera na płótnie, 218 x 152 cm        | Muzeum Thyssen-Bornemisza, Madryt              |
|            | *  | Historia z życia Świętego Stefana                   | 1511–1520      |                                         |                                                |
|            | ** | Konsekracja Szczepana na diakona                    | 1511           | tempera na płótnie, 148 x 231 cm        | Gemäldegalerie, Berlin                         |
|            | ** | Kazanie św. Szczepana.                              | 1514           | tempera na płótnie, 152 x 195 cm        | Luwr, Paryż                                    |
|            | ** | Dysputa teologiczna.                                | 1514           | tempera na płótnie, 147 x 172 cm        | Pinakoteka Brera, Mediolan                     |
|            | ** | Ukamienowanie św. Szczepana                         | 1520           | tempera na płótnie, 142 x 170 cm        | Staatsgalerie, Stuttgart                       |
|            | *  | Lew świętego Marka                                  | 1516           | tempera na płótnie, 130 x 368 cm        | Pałac Dożów, Wenecja                           |
|            | *  | Martwy Chrystus                                     | ok. 1520       | tempera na płótnie, 145 x 185 cm        | Gemäldegalerie, Berlin                         |
|            | *  | Portret młodej kobiety                              |                | panel, 57 x 44 cm                       | prywatna kolekcja                              |